# Epicauta parvulus
Epicauta parvulus là một loài bọ cánh cứng trong họ Meloidae. Loài này được Haldeman miêu tả khoa học năm 1854.